# عبد اللطيف عبد الغني حمزة
عبد اللطيف عبد الغني (1923م- 1985م) مفتي الديار المصرية السابق. تولى المنصب في الفترة من 1982م إلى 1985م.

## الميلاد والنشأة
ولد في أول مايو سنة 1923م بقرية البريجات كوم حمادة البحيرة، وأتم حفظ القرآن بكتاب القرية والتحق بالأزهر، ثم كلية الشريعة حيث حصل على درجة العالمية «الدكتوراه» من المجلس الأعلى للأزهر عام 1950م.

## مناصبه
تدرج بالمناصب من موظف بالمحاكم الشرعية ثم باحث في دار الإفتاء حتى عُين بالنيابة في مطلع السبعينات، وتقلد مناصب القضاء حتى انتدب لمدة ثلاثة شهور للقيام بعمل مفتي الجمهورية في يناير سنة 1982م، ثم عُين مفتياً للجمهورية في أواخر مارس سنة 1982م.

## وفاتــه
تُوفي في 16 سبتمبر 1985م.